# Franco Rossi
Franco Rossi (n. 28 aprilie 1919, Florența, Regatul Italiei – d. 5 iunie 2000, Roma, Italia) a fost un scenarist și regizor italian. Este cel mai cunoscut pentru că a regizat miniserialul TV Odiseea din 1968 sau miniserialul TV Quo Vadis? din 1985 (ambele coproducții de succes între mai multe țări europene).

## Filmografie

### Filme regizate
- 1951 I falsari
- 1952 Solo per te Lucia
- 1954 Il seduttore
- 1955 Amici per la pelle
- 1958 Amore a prima vista
- 1958 Calypso
- 1959 Morte di un amico
- 1961 Odissea nuda
- 1962 Smog
- 1967 Una rosa per tutti
- 1974 Porgi l'altra guancia
- 1976 Virginitate (Come una rosa al naso)
- 1977 L'altra metà del cielo

### Segmente
- „Cocaina di domenica” în Countersex
- „Scandaloso” în High Infidelity
- „La moglie bambina” în Three Nights of Love
- „La minestra” în Le bambole
- „Il complesso della schiava nubiana” în I complessi
- „The Sicilian Belle” în The Witches
- „Viaggio di lavoro” în Caprice Italian Style

### Seriale TV
- 1968 Odiseea
- 1971 Eneida
- 1985 Quo Vadis?